# Ляйферде
Ляйферде (нім. Leiferde) — громада в Німеччині, розташована в землі Нижня Саксонія. Входить до складу району Гіфгорн. Складова частина об'єднання громад Майнерзен.
Площа — 27,88 км2. Населення становить 4439 ос. (станом на 31 грудня 2021).

## Галерея

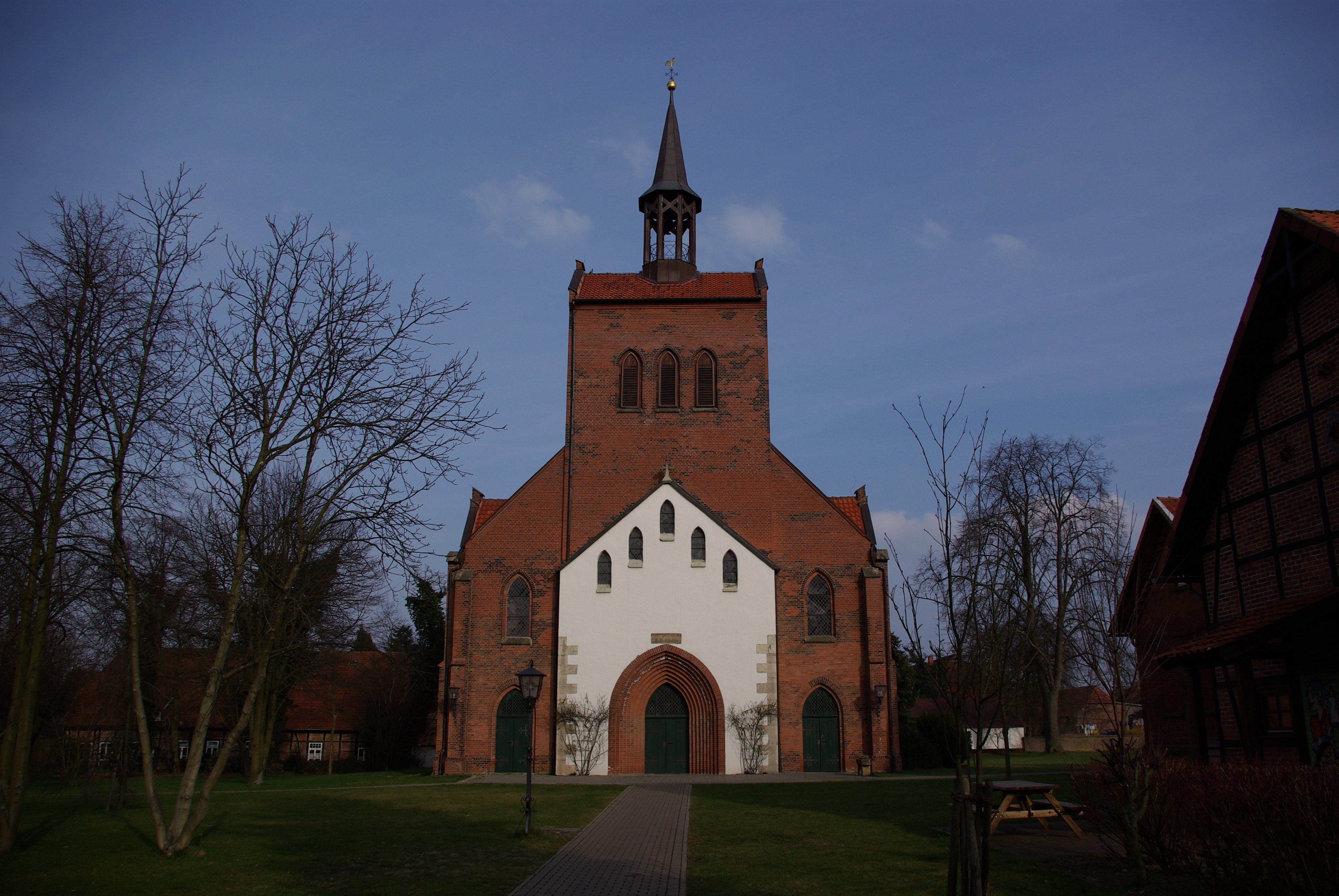